# Brasão de armas do Gana
O brasão de armas de Gana foi introduzido em 4 de Março de 1957 por Isabel II do Reino Unido. Ele mostra um escudo azul, que está dividido em quatro partes por uma Cruz de São Jorge com uma borda dourada. No meio da cruz, há o leão dourado do Reino Unido da Grã-Bretanha e da Irlanda do Norte. Isto simboliza o estreito relacionamento de Gana para com o Commonwealth e o Reino. A primeira parte, na parte superior esquerda, mostra uma espada, conhecida como okyeame, que é usada em cerimônias. É um símbolo das administrações regionais de Gana, enquanto que a área à direita, que mostra uma representação de um castelo sobre o mar, representa o palácio presidencial em Acra no Golfo da Guiné, simbolizando o governo nacional. A terceira parte do escudo mostra uma árvore de cacau, que encarna a riqueza agrícola de Gana. O quarto e último campo - no canto inferior direito - mostra uma mina de ouro, que representa a riqueza de recursos naturais no Gana. Para além do escudo, existem outros simbolismos nacionais patentes nas cores vermelha, verde e dourada, que a bandeira do Gana também usa. Acima de tudo, há um negro com uma estrela de cinco pontas com uma borda dourada, símbolo da liberdade de África. Segurando o brasão de armas estão duas águias-reais, que têm estrelas negras sobre uma banda com as cores nacionais pendurados em volta do pescoço. Elas estão empoleiradas sobre uma fita, que tem o lema nacional do Gana escrito na sua língua oficial, o inglês: Freedom and Justice (em português: Liberdade e Justiça).